# Sandra Pires (Sängerin)

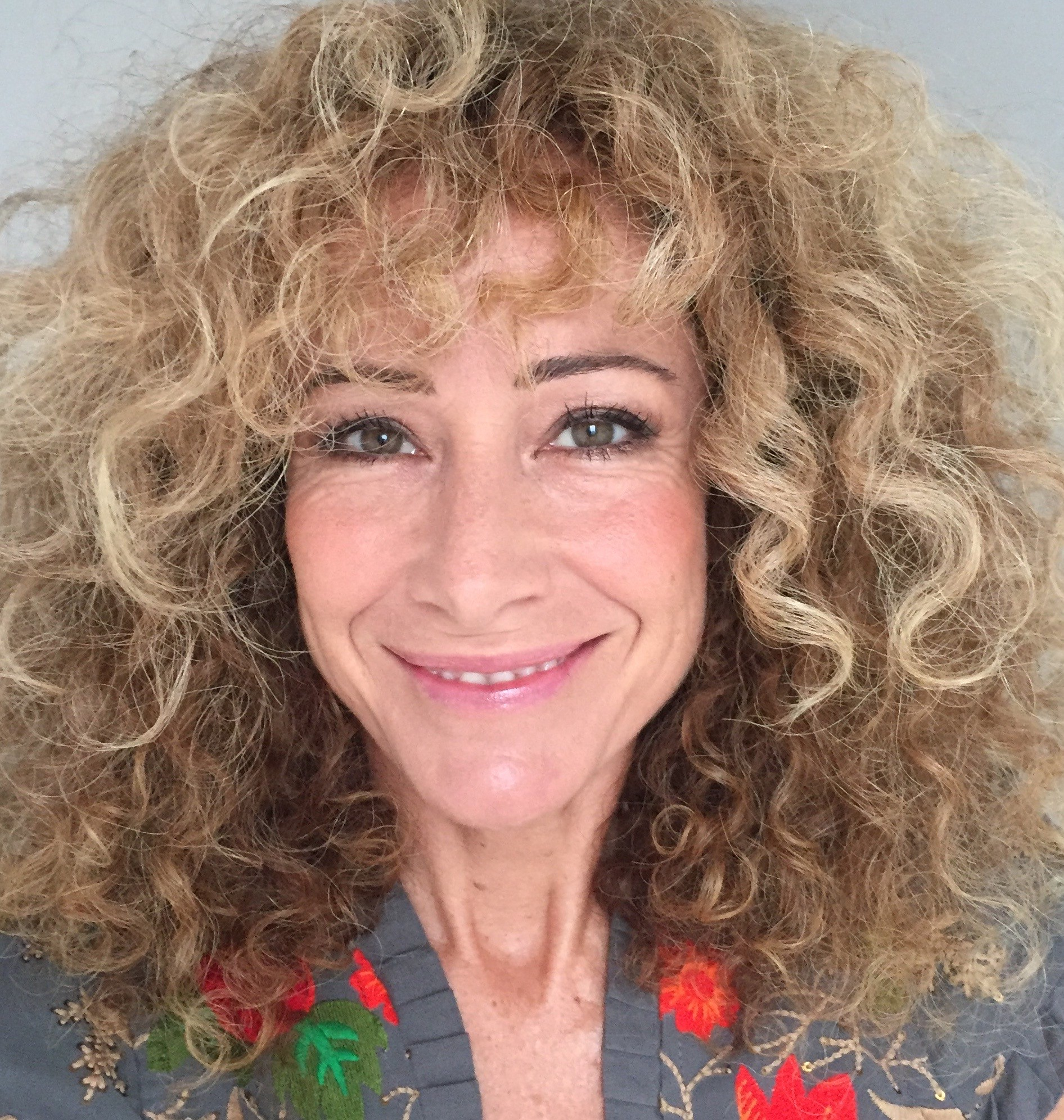
Sandra Pires (2021)

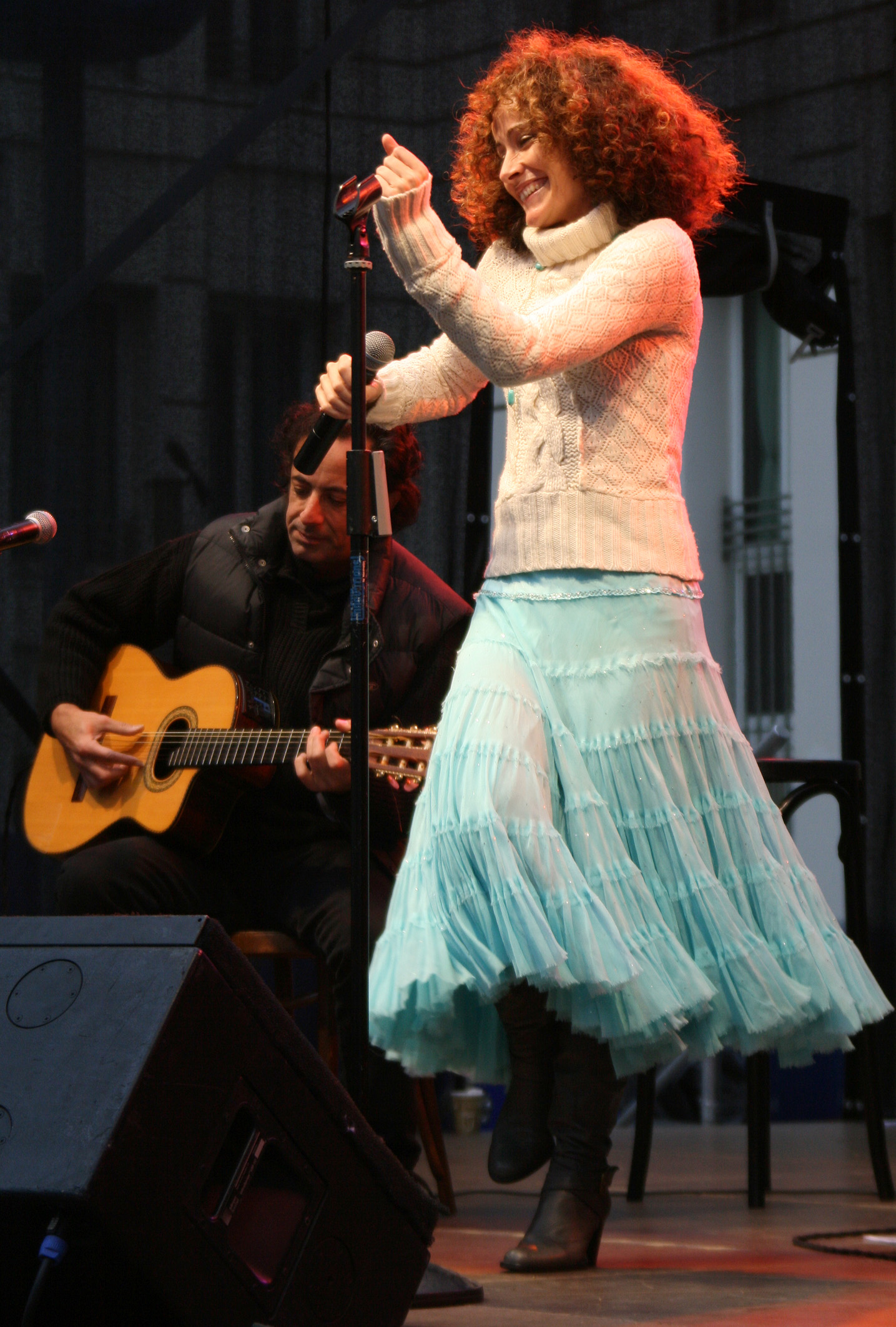
Sandra Pires mit Mario Berger (2007)

Sandra Carla de Lopes Morato e Leal Pires (* 26. August 1969 in Dili, Portugiesisch-Timor) ist eine portugiesisch-österreichische Sängerin.

## Leben
In Portugiesisch-Timor geboren, wo ihr Vater als Fußballtrainer arbeitete, wuchs Sandra Pires bei ihren Großeltern in Portugal auf. Mit 13 Jahren zog sie zu ihren Eltern und drei Geschwistern nach Australien, wohin diese vor dem Bürgerkrieg in Osttimor geflohen waren. Während eines Urlaubes in Europa kam es in Wien zu einem spontanen Auftritt während einer Jam-Session, woraufhin der Besitzer des Clubs sie für weitere Auftritte engagierte.
Sie blieb in Wien, heiratete den Tontechniker Bernhard Schedelberger und gründete eine Familie. Ihre Tochter kam 2002 zur Welt. Ihr ist das während der Schwangerschaft aufgenommene Album Songs for Lea gewidmet. Schedelberger und Pires trennten sich 2007, die Scheidung erfolgte im November 2010.

## Gesangskarriere
Im Alter von 15 Jahren gewann sie den wichtigsten australischen Gesangswettbewerb und sang daraufhin, als 16-Jährige, in der Band von Eroll Budell. Seit 1992 absolvierte sie zahlreiche Auftritte in Begleitung von Erwin Kiennast am Klavier. In der Folge wurde ihr ein Plattenvertrag bei BMG angeboten und 1998 erschien ihr erstes Album Sandra Pires.
Pires hat mit verschiedenen namhaften Künstlern zusammengearbeitet, darunter Eros Ramazzotti, Trevor Horn, Wet Wet Wet und Lisa Stansfield. 1999 spielte sie eine Hauptrolle im Musical Joseph and the Amazing Technicolor Dreamcoat in Amstetten. Im Jahr 2000 wurde ihr der Amadeus Austrian Music Award in der Sparte „Künstlerin Pop/Rock national“ verliehen. 2005 stand Pires als Maria Trapp in The Sound of Music an der Volksoper Wien auf der Bühne.
Am 21. November 2006 wurde das Album Destino mit Live-Aufnahmen von Liedern in portugiesischer Sprache veröffentlicht.
Ende September 2007 reiste Pires zum ersten Mal seit ihrer Kindheit wieder nach Osttimor. Gemeinsam mit dem österreichischen Musiker Franz Alexander Langer gab sie vor 6.800 Besuchern drei Konzerte (zwei in Dili, eines in Baucau), die auch im Fernsehen übertragen wurden. Dabei sang sie Stücke aus ihrem Destino-Programm, die von Langer für diesen Anlass für Klavierbegleitung adaptiert wurden, auf Portugiesisch und Tetum sowie Lieder aus Sound of Music auf Englisch und Deutsch.
In Wien stand die Pires im Museumsquartier als Maria im Musical Jesus Christ Superstar auf der Bühne. Im Anschluss gab sie zwei Saisonen lang an der Seite von Ferruccio Furlanetto die Nellie Forbush im Musical South Pacific an der Volksoper in Wien. 2013 folgte ein neuerliches Engagement als Maria Trapp in The Sound of Music. Von 2014 bis 2016 übernahm sie am Ronacher in Wien die Rolle der Vogelfrau im Musical Mary Poppins.
Ende 2017 präsentierte Pires gemeinsam mit Conchita, Maya Hakvoort und Nazide Aylin das ausverkaufte Programm „The Music of James Bond“ im Konzerthaus in Wien.
2018 wurde Sandra Pires vom Organisationskomitee der UCI Road World Championships in Innsbruck/Tirol beauftragt, den offiziellen Song für die Rad-Weltmeisterschaften zu komponieren und zu singen. Der Titel Top of the World wurde im Juli 2018 veröffentlicht.

## Film und Fernsehen
Sie hatte Auftritte in diversen Fernsehsendungen und spielte 2002 die Hauptrolle in Reinhard Schwabenitzkys Film Meine Schwester – Das Biest, für den sie vier Lieder zum Soundtrack beisteuerte.
Im März 2021 nahm Sandra Pires als Babyelefant an der Fernsehshow The Masked Singer Austria teil und gewann die zweite Staffel.

## Diskografie

### Alben
- 1998: Sandra Pires
- 2001: Betlehem 2000 – Hymn of Life (Mitwirkung)
- 2002: Meine Schwester das Biest (She, me & Her) (Soundtrack)
- 2002: Songs for Lea
- 2006: Destino
- 2013: The Sound of Music (Musical)
- 2015: Mary Poppins (Musical)

### Singles
- 1997: Here I Am (Debütsingle – einzige autorisierte Coverversion von Eros Ramazzottis Adesso Tu)
- 1999: How long will it take
- 2001: It’s Christmas (Sandra Pires & Erwin Kiennast)
- 2008: I Feel So Alive
- 2018: Top Of The World (Official Song UCI Road World Championships)